# 바츠군
《바츠군》은 토아플랜이 제작한 1993년 종스크롤 진행형 슈팅 게임이다. 토아플랜이 도산 이전 마지막으로 제작한 슈팅 게임으로, 아케이드 전용으로 처음 출시됐다.
배경은 지구와 유사한 먼 미래의 행성으로, 레노셀바 클레데바란 7세의 폭정에 반발해 출격하는 비행대대 '스컬 호넷'이 주인공이다. 플레이어는 6명의 파일럿 중 하나를 선택해 기체를 조종하며, 적을 격투할 때 획득하는 경험치를 누적할 때마다 기체가 강화되는 특징이 있다.
《바츠군》의 기획은 이전 《파이어 샤크》를 디자인한 타타카 유코가 맡았으며, 게임 및 캐릭터 디자인에 이노우에 준야가 참가했다. 아케이드판 출시 후 가젤이 개발하고 반프레스토가 배급한 세가 새턴판이 1996년 10월 25일 일본서 발매됐다.
2023년, 세가 새턴판을 기반으로 신어레인지 음악을 추가한 현대 이식판 《바츠군 새턴 트리뷰트 부스티드》가 닌텐도 스위치, 플레이스테이션 4, 엑스박스 원 및 마이크로소프트 윈도우로 발매됐다.

## 반응
일본 잡지 〈게메스트〉 1994년 2월 1일호에서 《바츠군》이 당시 7번째로 인기있는 아케이드 게임으로 선정했다.

## 참조

### 주해
1. ↑  일본어: バツグン, 영어: Batsugun
2. ↑  일본어: BATSUGUN サターントリビュート Boosted